# Entiteta
Entitéta je filozofski pojem, ki je vezan na obstojnost česarkoli v danem prostoru in času, pa kljub temu ni nujno vezano na materialno pojavnost; nekaj kar je, kar obstaja.
Beseda entiteta se uporablja na mnogih področjih kjer običajno z ustreznimi pridevniki ali kot pridevnik sam tvori smiselno območje ali obseg. Pojem entiteto navadno obravnavamo kot neko smiselno zaključeno enoto, ki je lahko sestavljena iz več podenot. 